# 홍인 (배우)
홍인(1983년 1월 10일 ~ )은 대한민국의 배우이다.

## 학력
- 서울예술대학교 영화과

## 출연작

### 영화
- 《시동》 (2019년) - 박두만 역
- 《돈》 (2019년) - 동명증권 1팀 홍대리 역
- 《마약왕》 (2018년) - 일본영사서기관 역
- 《신과함께-인과 연》 (2018년) - 해원맥수하1 역
- 《인랑》 (2018년) - 정보원 역
- 《신과함께-죄와 벌》 (2017년) - 동료소방관2 역
- 《불한당: 나쁜 놈들의 세상》 (2017년) - 방개 역
- 《공조》 (2017년) - 똘마니 역
- 《밀정》 (2016년) - 하일수꼬봉 역
- 《조선마술사》 (2015년) - 남단원1 역
- 《소수의견》 (2015년) - 미결수 역
- 《해적: 바다로 간 산적》 (2014년) - 삐딱이 역
- 《마이 리틀 히어로》 (2013년) - 썬더맨 단원 - 악당대장 역
- 《신부수업》 (2004년) - 깍두기 4 역
- 《그녀를 믿지 마세요》 (2004년) - 양아치 3 역
- 《턴 잇 업》 (2002년) - DJ 역

### 드라마
- 《협상의 기술》 (2025년, JTBC) - 윤주석 역
- 《감사합니다》 (2024년, tvN) - 염경석 역
- 《웨딩 임파서블》 (2024년, tvN) - 최민웅 역
- 《KBS 드라마 스페셜 - 연애의 흔적》 (2020년, KBS2) - 박 과장 역
- 《더 게임:0시를 향하여》 (2020년, MBC) - 박한규 역
- 《스토브리그》 (2019년, SBS) - 권경준 역
- 《모두의 거짓말》 - (2019년, OCN) - 김필연 역
- 《배드파파》 (2018년, MBC) - 최용우 역
- 《나의 아저씨》 (2018년, tvN) - 종수 역
- 《그대로도 괜찮아》 (2011년, KBS2)

### 뮤지컬
- 《그리스》
- 《겨울연가》
- 《펑키 펑키》
- 《탭쇼 발바 발바》
- 《세계 힙합 페스티벌》

### 광고
- 컨버스
- 오감자
- 박카스
- 그린카
- 자일리톨
- 피자헛
- 아트라스
- 코카콜라
- 버디버디